# Daclera
Genre
Daclera est un genre d'Heteroptera ou punaises de la super-famille des Coreoidea, dans la famille des Alydidae ou punaises de courlis et de la sous-famille des Alydinae.

## Classification
Le genre Daclera est décrit par l'entomologiste français Victor Antoine Signoret (1816-1889) en 1863.

## Espèces
Le genre comprend les espèces suivantes, :
- Daclera levana Distant, 1918
- Daclera opaca Blöte, 1934
- Daclera punctata Signoret, 1863
- Daclera rufescens Stål, 1873 espèce-type selon IRMNG[3]

### Espèces fossiles
- †Daclera naturalis Théobald, 1937[4]